# Rio São Bento (ouest de Santa Catarina)
 (juillet 2014).
Si vous disposez d'ouvrages ou d'articles de référence ou si vous connaissez des sites web de qualité traitant du thème abordé ici, merci de compléter l'article en donnant les références utiles à sa vérifiabilité et en les liant à la section « Notes et références ».
 (juillet 2014).
Pour les articles homonymes, voir Rio São Bento.
Le rio São Bento est une rivière brésilienne de l'ouest de l'État de Santa Catarina. Il appartient au bassin hydrographique de l'Uruguay.

## Géographie
Il s'écoule du nord au sud avant de se jeter dans le rio do Peixe. Il naît sur le territoire de la municipalité de Treze Tílias, traverse Salto Veloso, Arroio Trinta, Iomerê et Ibicaré.